# Vuelta a San Juan 2017

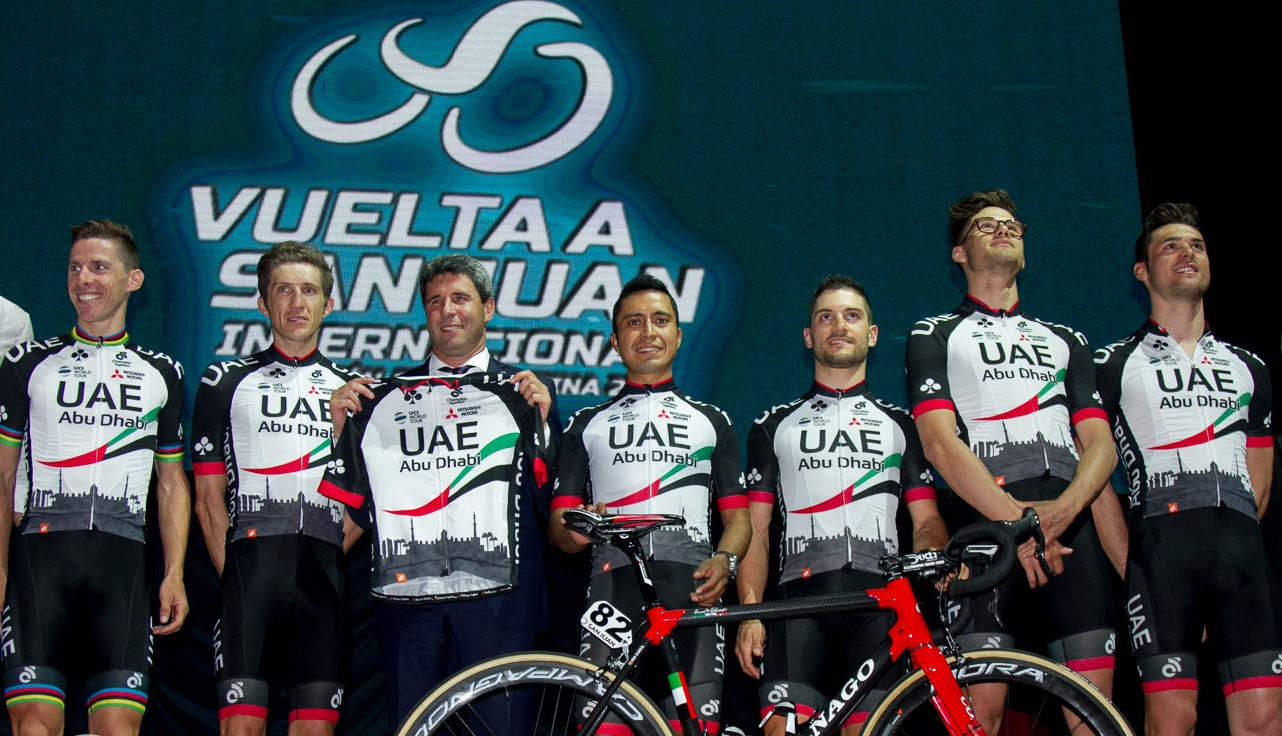
El equipo UAE Abu Dhabi en la Vuelta a San Juan 2017.

La 35.ª edición de la competición ciclista Vuelta a San Juan (llamado oficialmente: Vuelta Ciclista a la Provincia de San Juan) fue una carrera de ciclismo en ruta por etapas que se celebró entre el 23 y el 29 de enero de 2017 en la Provincia de San Juan, Argentina sobre un recorrido de 891,6 kilómetros.
La carrera hizo parte del UCI America Tour 2017 dentro de la categoría UCI 2.1 y fue ganada por el corredor holandés Bauke Mollema del equipo Trek-Segafredo, en segundo lugar Óscar Sevilla (Medellín-Inder) y en tercer lugar Rodolfo Torres (Androni Giocattoli).

## Equipos participantes
Tomaron parte en la carrera 26 equipos: 4 de categoría UCI WorldTour 2017 invitados por la organización; 6 de categoría Profesional Continental; 10 de categoría Continental y 6 selecciones nacionales. Formando así un pelotón de 161 ciclistas de los que acabaron 123. Los equipos participantes fueron:
| WorldTeams (4)- Bahrain-Merida - Quick-Step Floors - Trek-Segafredo - UAE Abu Dhabi Equipos continentales profesionales (6)- Androni Giocattoli - Bardiani CSF - Caja Rural-Seguros RGA - Nippo-Vini Fantini - UnitedHealthcare - Wilier Triestina-Selle Italia Equipos continentales (10)- Asociación Civil Agrupación Virgen de Fátima - Asociación Civil Mardan - Bolivia - Italomat-Dogo - Los Cascos Esco-Agroplan - Medellín-Inder - Municipalidad de Pocito - Municipalidad de Rawson-Somos Todos - Sindicato de Empleados Públicos de San Juan - Unieuro Trevigiani-Hemus 1896 Equipos nacionales (6)- Argentina - Brasil - Chile - Italia - México - Uruguay |
| |

## Recorrido
La Vuelta a San Juan dispuso de siete etapas para un recorrido total de 891,6 kilómetros.
| Etapa     | Fecha     | Recorrido                                 | type                    | Distancia (km) | Ganador              | Líder                |
| --------- | --------- | ----------------------------------------- | ----------------------- | -------------- | -------------------- | -------------------- |
| 1.ª etapa | 23 de ene | San Juan – San Juan                       | etapa llana             | 142,5          | Fernando Gaviria     | Fernando Gaviria     |
| 2.ª etapa | 24 de ene | San Juan – San Juan                       | etapa llana             | 128,8          | Tom Boonen           | Elia Viviani         |
| 3.ª etapa | 25 de ene | San Juan – San Juan                       | contrarreloj individual | 11,9           | Ramūnas Navardauskas | Ramūnas Navardauskas |
| 4.ª etapa | 26 de ene | General San Martín – General San Martín   | etapa escarpada         | 160,5          | Fernando Gaviria     | Ramūnas Navardauskas |
| 5.ª etapa | 27 de ene | Chimbas (Gran San Juan) – Alto Colorado   | etapa de montaña        | 162,4          | Rui Alberto Costa    | Bauke Mollema        |
| 6.ª etapa | 28 de ene | Departamento Pocito – Departamento Pocito | etapa escarpada         | 185,7          | Maximiliano Richeze  | Bauke Mollema        |
| 7.ª etapa | 29 de ene | San Juan – San Juan                       | etapa llana             | 111            | Maximiliano Richeze  | Bauke Mollema        |

## Desarrollo de la carrera

### Etapa 1
| \| Clasificación de la etapa \| Clasificación de la etapa \| Clasificación de la etapa \| Clasificación de la etapa \| Clasificación de la etapa \| \| Ciclista \| Ciclista \| Equipo \| Tiempo \| \| \| ------------------------- \| ------------------------- \| ----------------------------------- \| ------------------------- \| ------------------------- \| \| 1.º \| Fernando Gaviria \| Quick-Step Floors \| 3 h 07 min 44 s \| \| \| 2.º \| Elia Viviani \| Italia \| + 0 s \| \| \| 3.º \| Nicolas Marini \| Nippo-Vini Fantini \| + 0 s \| \| \| 4.º \| Matteo Malucelli \| Androni-Sidermec-Bottecchia \| + 0 s \| \| \| 5.º \| Vincenzo Nibali \| Bahrain-Merida \| + 0 s \| \| \| 6.º \| Tom Boonen \| Quick-Step Floors \| + 0 s \| \| \| 7.º \| Matthias Brändle \| Trek-Segafredo \| + 0 s \| \| \| 8.º \| Alan Ramírez \| Municipalidad de Rawson Somos Todos \| + 0 s \| \| \| 9.º \| Bauke Mollema \| Trek-Segafredo \| + 0 s \| \| \| 10.º \| Óscar Sevilla \| Medellín-Inder \| + 0 s \| \| |                  |                                     |                 |
| |                  |                                     |                 |
| Fuente: ProCyclingStats |                  |                                     |                 |
| Clasificación de la etapa |                  |                                     |                 |
| Ciclista | Ciclista         | Equipo                              | Tiempo          |
| 1.º | Fernando Gaviria | Quick-Step Floors                   | 3 h 07 min 44 s |
| 2.º | Elia Viviani     | Italia                              | + 0 s           |
| 3.º | Nicolas Marini   | Nippo-Vini Fantini                  | + 0 s           |
| 4.º | Matteo Malucelli | Androni-Sidermec-Bottecchia         | + 0 s           |
| 5.º | Vincenzo Nibali  | Bahrain-Merida                      | + 0 s           |
| 6.º | Tom Boonen       | Quick-Step Floors                   | + 0 s           |
| 7.º | Matthias Brändle | Trek-Segafredo                      | + 0 s           |
| 8.º | Alan Ramírez     | Municipalidad de Rawson Somos Todos | + 0 s           |
| 9.º | Bauke Mollema    | Trek-Segafredo                      | + 0 s           |
| 10.º | Óscar Sevilla    | Medellín-Inder                      | + 0 s           |

| \| Clasificación general \| Clasificación general \| Clasificación general \| Clasificación general \| Clasificación general \| \| Ciclista \| Ciclista \| Equipo \| Tiempo \| \| \| --------------------- \| --------------------- \| -------------------------------------------- \| --------------------- \| --------------------- \| \| 1.º \| Fernando Gaviria \| Quick-Step Floors \| 3 h 07 min 34 s \| \| \| 2.º \| Elia Viviani \| Italia \| + 4 s \| \| \| 3.º \| Franco López \| Asociación Civil Agrupación Virgen de Fátima \| + 4 s \| \| \| 4.º \| Nicolas Marini \| Nippo-Vini Fantini \| + 6 s \| \| \| 5.º \| Daniel Lucero \| Municipalidad de Rawson Somos Todos \| + 8 s \| \| \| 6.º \| Leonardo Rodríguez \| Asociación Civil Mardan \| + 8 s \| \| \| 7.º \| Rubén Ramos \| Argentina \| + 9 s \| \| \| 8.º \| Pedro González \| Municipalidad de Pocito \| + 9 s \| \| \| 9.º \| Matteo Malucelli \| Androni-Sidermec-Bottecchia \| + 10 s \| \| \| 10.º \| Vincenzo Nibali \| Bahrain-Merida \| + 10 s \| \| |                    |                                              |                 |
| |                    |                                              |                 |
| Fuente: ProCyclingStats |                    |                                              |                 |
| Clasificación general |                    |                                              |                 |
| Ciclista | Ciclista           | Equipo                                       | Tiempo          |
| 1.º | Fernando Gaviria   | Quick-Step Floors                            | 3 h 07 min 34 s |
| 2.º | Elia Viviani       | Italia                                       | + 4 s           |
| 3.º | Franco López       | Asociación Civil Agrupación Virgen de Fátima | + 4 s           |
| 4.º | Nicolas Marini     | Nippo-Vini Fantini                           | + 6 s           |
| 5.º | Daniel Lucero      | Municipalidad de Rawson Somos Todos          | + 8 s           |
| 6.º | Leonardo Rodríguez | Asociación Civil Mardan                      | + 8 s           |
| 7.º | Rubén Ramos        | Argentina                                    | + 9 s           |
| 8.º | Pedro González     | Municipalidad de Pocito                      | + 9 s           |
| 9.º | Matteo Malucelli   | Androni-Sidermec-Bottecchia                  | + 10 s          |
| 10.º | Vincenzo Nibali    | Bahrain-Merida                               | + 10 s          |

### Etapa 2
| \| Clasificación de la etapa \| Clasificación de la etapa \| Clasificación de la etapa \| Clasificación de la etapa \| Clasificación de la etapa \| \| Ciclista \| Ciclista \| Equipo \| Tiempo \| \| \| ------------------------- \| ------------------------- \| -------------------------------------------- \| ------------------------- \| ------------------------- \| \| 1.º \| Tom Boonen \| Quick-Step Floors \| 3 h 00 min 40 s \| \| \| 2.º \| Elia Viviani \| Italia \| + 0 s \| \| \| 3.º \| Matteo Malucelli \| Androni-Sidermec-Bottecchia \| + 0 s \| \| \| 4.º \| Ricardo Escuela \| Asociación Civil Agrupación Virgen de Fátima \| + 0 s \| \| \| 5.º \| Andrea Guardini \| UAE Abu Dhabi \| + 0 s \| \| \| 6.º \| Ramūnas Navardauskas \| Bahrain-Merida \| + 0 s \| \| \| 7.º \| Luke Keough \| UnitedHealthcare \| + 0 s \| \| \| 8.º \| Manuel Belletti \| Wilier Triestina-Selle Italia \| + 0 s \| \| \| 9.º \| Eugenio Alafaci \| Trek-Segafredo \| + 0 s \| \| \| 10.º \| Mattia Viel \| Unieuro Trevigiani-Hemus 1896 \| + 0 s \| \| |                      |                                              |                 |
| |                      |                                              |                 |
| Fuente: ProCyclingStats |                      |                                              |                 |
| Clasificación de la etapa |                      |                                              |                 |
| Ciclista | Ciclista             | Equipo                                       | Tiempo          |
| 1.º | Tom Boonen           | Quick-Step Floors                            | 3 h 00 min 40 s |
| 2.º | Elia Viviani         | Italia                                       | + 0 s           |
| 3.º | Matteo Malucelli     | Androni-Sidermec-Bottecchia                  | + 0 s           |
| 4.º | Ricardo Escuela      | Asociación Civil Agrupación Virgen de Fátima | + 0 s           |
| 5.º | Andrea Guardini      | UAE Abu Dhabi                                | + 0 s           |
| 6.º | Ramūnas Navardauskas | Bahrain-Merida                               | + 0 s           |
| 7.º | Luke Keough          | UnitedHealthcare                             | + 0 s           |
| 8.º | Manuel Belletti      | Wilier Triestina-Selle Italia                | + 0 s           |
| 9.º | Eugenio Alafaci      | Trek-Segafredo                               | + 0 s           |
| 10.º | Mattia Viel          | Unieuro Trevigiani-Hemus 1896                | + 0 s           |

| \| Clasificación general \| Clasificación general \| Clasificación general \| Clasificación general \| Clasificación general \| \| Ciclista \| Ciclista \| Equipo \| Tiempo \| \| \| --------------------- \| --------------------- \| -------------------------------------------- \| --------------------- \| --------------------- \| \| 1.º \| Elia Viviani \| Italia \| 6 h 08 min 12 s \| \| \| 2.º \| Fernando Gaviria \| Quick-Step Floors \| + 1 s \| \| \| 3.º \| Tom Boonen \| Quick-Step Floors \| + 2 s \| \| \| 4.º \| Franco López \| Asociación Civil Agrupación Virgen de Fátima \| + 6 s \| \| \| 5.º \| Matteo Malucelli \| Androni-Sidermec-Bottecchia \| + 8 s \| \| \| 6.º \| Vincenzo Nibali \| Bahrain-Merida \| + 12 s \| \| \| 7.º \| Gavin Mannion \| UnitedHealthcare \| + 12 s \| \| \| 8.º \| Duilio Ramos \| Asociación Civil Mardan \| + 12 s \| \| \| 9.º \| Óscar Sevilla \| Medellín-Inder \| + 12 s \| \| \| 10.º \| Bauke Mollema \| Trek-Segafredo \| + 12 s \| \| |                  |                                              |                 |
| |                  |                                              |                 |
| Fuente: ProCyclingStats |                  |                                              |                 |
| Clasificación general |                  |                                              |                 |
| Ciclista | Ciclista         | Equipo                                       | Tiempo          |
| 1.º | Elia Viviani     | Italia                                       | 6 h 08 min 12 s |
| 2.º | Fernando Gaviria | Quick-Step Floors                            | + 1 s           |
| 3.º | Tom Boonen       | Quick-Step Floors                            | + 2 s           |
| 4.º | Franco López     | Asociación Civil Agrupación Virgen de Fátima | + 6 s           |
| 5.º | Matteo Malucelli | Androni-Sidermec-Bottecchia                  | + 8 s           |
| 6.º | Vincenzo Nibali  | Bahrain-Merida                               | + 12 s          |
| 7.º | Gavin Mannion    | UnitedHealthcare                             | + 12 s          |
| 8.º | Duilio Ramos     | Asociación Civil Mardan                      | + 12 s          |
| 9.º | Óscar Sevilla    | Medellín-Inder                               | + 12 s          |
| 10.º | Bauke Mollema    | Trek-Segafredo                               | + 12 s          |

### Etapa 3
| \| Clasificación de la etapa \| Clasificación de la etapa \| Clasificación de la etapa \| Clasificación de la etapa \| Clasificación de la etapa \| \| Ciclista \| Ciclista \| Equipo \| Tiempo \| \| \| ------------------------- \| ------------------------- \| -------------------------------------------- \| ------------------------- \| ------------------------- \| \| 1.º \| Ramūnas Navardauskas \| Bahrain-Merida \| 14 min 03 s \| \| \| 2.º \| Bauke Mollema \| Trek-Segafredo \| + 3 s \| \| \| 3.º \| Matthias Brändle \| Trek-Segafredo \| + 7 s \| \| \| 4.º \| Rémi Cavagna \| Quick-Step Floors \| + 7 s \| \| \| 5.º \| Walter Vargas \| Medellín-Inder \| + 17 s \| \| \| 6.º \| Sebastián Trillini \| Italomat-Dogo \| + 19 s \| \| \| 7.º \| Óscar Sevilla \| Medellín-Inder \| + 19 s \| \| \| 8.º \| Laureano Rosas \| Argentina \| + 21 s \| \| \| 9.º \| Ricardo Escuela \| Asociación Civil Agrupación Virgen de Fátima \| + 21 s \| \| \| 10.º \| Kanstantsín Siutsou \| Bahrain-Merida \| + 32 s \| \| |                      |                                              |             |
| |                      |                                              |             |
| Fuente: ProCyclingStats |                      |                                              |             |
| Clasificación de la etapa |                      |                                              |             |
| Ciclista | Ciclista             | Equipo                                       | Tiempo      |
| 1.º | Ramūnas Navardauskas | Bahrain-Merida                               | 14 min 03 s |
| 2.º | Bauke Mollema        | Trek-Segafredo                               | + 3 s       |
| 3.º | Matthias Brändle     | Trek-Segafredo                               | + 7 s       |
| 4.º | Rémi Cavagna         | Quick-Step Floors                            | + 7 s       |
| 5.º | Walter Vargas        | Medellín-Inder                               | + 17 s      |
| 6.º | Sebastián Trillini   | Italomat-Dogo                                | + 19 s      |
| 7.º | Óscar Sevilla        | Medellín-Inder                               | + 19 s      |
| 8.º | Laureano Rosas       | Argentina                                    | + 21 s      |
| 9.º | Ricardo Escuela      | Asociación Civil Agrupación Virgen de Fátima | + 21 s      |
| 10.º | Kanstantsín Siutsou  | Bahrain-Merida                               | + 32 s      |

| \| Clasificación general \| Clasificación general \| Clasificación general \| Clasificación general \| Clasificación general \| \| Ciclista \| Ciclista \| Equipo \| Tiempo \| \| \| --------------------- \| --------------------- \| -------------------------------------------- \| --------------------- \| --------------------- \| \| 1.º \| Ramūnas Navardauskas \| Bahrain-Merida \| 6 h 22 min 27 s \| \| \| 2.º \| Bauke Mollema \| Trek-Segafredo \| + 3 s \| \| \| 3.º \| Matthias Brändle \| Trek-Segafredo \| + 7 s \| \| \| 4.º \| Rémi Cavagna \| Quick-Step Floors \| + 7 s \| \| \| 5.º \| Sebastián Trillini \| Italomat-Dogo \| + 19 s \| \| \| 6.º \| Óscar Sevilla \| Medellín-Inder \| + 19 s \| \| \| 7.º \| Laureano Rosas \| Argentina \| + 21 s \| \| \| 8.º \| Elia Viviani \| Italia \| + 23 s \| \| \| 9.º \| Tom Boonen \| Quick-Step Floors \| + 29 s \| \| \| 10.º \| Ricardo Escuela \| Asociación Civil Agrupación Virgen de Fátima \| + 32 s \| \| |                      |                                              |                 |
| |                      |                                              |                 |
| Fuente: ProCyclingStats |                      |                                              |                 |
| Clasificación general |                      |                                              |                 |
| Ciclista | Ciclista             | Equipo                                       | Tiempo          |
| 1.º | Ramūnas Navardauskas | Bahrain-Merida                               | 6 h 22 min 27 s |
| 2.º | Bauke Mollema        | Trek-Segafredo                               | + 3 s           |
| 3.º | Matthias Brändle     | Trek-Segafredo                               | + 7 s           |
| 4.º | Rémi Cavagna         | Quick-Step Floors                            | + 7 s           |
| 5.º | Sebastián Trillini   | Italomat-Dogo                                | + 19 s          |
| 6.º | Óscar Sevilla        | Medellín-Inder                               | + 19 s          |
| 7.º | Laureano Rosas       | Argentina                                    | + 21 s          |
| 8.º | Elia Viviani         | Italia                                       | + 23 s          |
| 9.º | Tom Boonen           | Quick-Step Floors                            | + 29 s          |
| 10.º | Ricardo Escuela      | Asociación Civil Agrupación Virgen de Fátima | + 32 s          |

### Etapa 4
| \| Clasificación de la etapa \| Clasificación de la etapa \| Clasificación de la etapa \| Clasificación de la etapa \| Clasificación de la etapa \| \| Ciclista \| Ciclista \| Equipo \| Tiempo \| \| \| ------------------------- \| ------------------------- \| ----------------------------- \| ------------------------- \| ------------------------- \| \| 1.º \| Fernando Gaviria \| Quick-Step Floors \| 3 h 34 min 44 s \| \| \| 2.º \| Elia Viviani \| Italia \| + 0 s \| \| \| 3.º \| Nicola Ruffoni \| Bardiani CSF \| + 0 s \| \| \| 4.º \| Manuel Belletti \| Wilier Triestina-Selle Italia \| + 0 s \| \| \| 5.º \| Luke Keough \| UnitedHealthcare \| + 0 s \| \| \| 6.º \| Andrea Guardini \| UAE Abu Dhabi \| + 0 s \| \| \| 7.º \| Carlos Eduardo Alzate \| UnitedHealthcare \| + 0 s \| \| \| 8.º \| Marco Coledan \| Trek-Segafredo \| + 0 s \| \| \| 9.º \| Laureano Rosas \| Argentina \| + 0 s \| \| \| 10.º \| Ramūnas Navardauskas \| Bahrain-Merida \| + 0 s \| \| |                       |                               |                 |
| |                       |                               |                 |
| Fuente: ProCyclingStats |                       |                               |                 |
| Clasificación de la etapa |                       |                               |                 |
| Ciclista | Ciclista              | Equipo                        | Tiempo          |
| 1.º | Fernando Gaviria      | Quick-Step Floors             | 3 h 34 min 44 s |
| 2.º | Elia Viviani          | Italia                        | + 0 s           |
| 3.º | Nicola Ruffoni        | Bardiani CSF                  | + 0 s           |
| 4.º | Manuel Belletti       | Wilier Triestina-Selle Italia | + 0 s           |
| 5.º | Luke Keough           | UnitedHealthcare              | + 0 s           |
| 6.º | Andrea Guardini       | UAE Abu Dhabi                 | + 0 s           |
| 7.º | Carlos Eduardo Alzate | UnitedHealthcare              | + 0 s           |
| 8.º | Marco Coledan         | Trek-Segafredo                | + 0 s           |
| 9.º | Laureano Rosas        | Argentina                     | + 0 s           |
| 10.º | Ramūnas Navardauskas  | Bahrain-Merida                | + 0 s           |

| \| Clasificación general \| Clasificación general \| Clasificación general \| Clasificación general \| Clasificación general \| \| Ciclista \| Ciclista \| Equipo \| Tiempo \| \| \| --------------------- \| --------------------- \| -------------------------------------------- \| --------------------- \| --------------------- \| \| 1.º \| Ramūnas Navardauskas \| Bahrain-Merida \| 9 h 57 min 11 s \| \| \| 2.º \| Bauke Mollema \| Trek-Segafredo \| + 3 s \| \| \| 3.º \| Matthias Brändle \| Trek-Segafredo \| + 7 s \| \| \| 4.º \| Rémi Cavagna \| Quick-Step Floors \| + 7 s \| \| \| 5.º \| Elia Viviani \| Italia \| + 17 s \| \| \| 6.º \| Sebastián Trillini \| Italomat-Dogo \| + 19 s \| \| \| 7.º \| Óscar Sevilla \| Medellín-Inder \| + 19 s \| \| \| 8.º \| Laureano Rosas \| Argentina \| + 21 s \| \| \| 9.º \| Tom Boonen \| Quick-Step Floors \| + 29 s \| \| \| 10.º \| Ricardo Escuela \| Asociación Civil Agrupación Virgen de Fátima \| + 32 s \| \| |                      |                                              |                 |
| |                      |                                              |                 |
| Fuente: ProCyclingStats |                      |                                              |                 |
| Clasificación general |                      |                                              |                 |
| Ciclista | Ciclista             | Equipo                                       | Tiempo          |
| 1.º | Ramūnas Navardauskas | Bahrain-Merida                               | 9 h 57 min 11 s |
| 2.º | Bauke Mollema        | Trek-Segafredo                               | + 3 s           |
| 3.º | Matthias Brändle     | Trek-Segafredo                               | + 7 s           |
| 4.º | Rémi Cavagna         | Quick-Step Floors                            | + 7 s           |
| 5.º | Elia Viviani         | Italia                                       | + 17 s          |
| 6.º | Sebastián Trillini   | Italomat-Dogo                                | + 19 s          |
| 7.º | Óscar Sevilla        | Medellín-Inder                               | + 19 s          |
| 8.º | Laureano Rosas       | Argentina                                    | + 21 s          |
| 9.º | Tom Boonen           | Quick-Step Floors                            | + 29 s          |
| 10.º | Ricardo Escuela      | Asociación Civil Agrupación Virgen de Fátima | + 32 s          |

### Etapa 5
| \| Clasificación de la etapa \| Clasificación de la etapa \| Clasificación de la etapa \| Clasificación de la etapa \| Clasificación de la etapa \| \| Ciclista \| Ciclista \| Equipo \| Tiempo \| \| \| ------------------------- \| ------------------------- \| -------------------------------------------- \| ------------------------- \| ------------------------- \| \| 1.º \| Rui Alberto Costa \| UAE Abu Dhabi \| 4 h 15 min 04 s \| \| \| 2.º \| Rodolfo Torres \| Androni-Sidermec-Bottecchia \| + 3 s \| \| \| 3.º \| Ricardo Escuela \| Asociación Civil Agrupación Virgen de Fátima \| + 7 s \| \| \| 4.º \| Óscar Sevilla \| Medellín-Inder \| + 10 s \| \| \| 5.º \| Bauke Mollema \| Trek-Segafredo \| + 12 s \| \| \| 6.º \| Egan Bernal \| Androni-Sidermec-Bottecchia \| + 14 s \| \| \| 7.º \| Eduardo Sepúlveda \| Argentina \| + 14 s \| \| \| 8.º \| Laureano Rosas \| Argentina \| + 21 s \| \| \| 9.º \| Eduardo Corte \| México \| + 57 s \| \| \| 10.º \| Vincenzo Nibali \| Bahrain-Merida \| + 57 s \| \| |                   |                                              |                 |
| |                   |                                              |                 |
| Fuente: ProCyclingStats |                   |                                              |                 |
| Clasificación de la etapa |                   |                                              |                 |
| Ciclista | Ciclista          | Equipo                                       | Tiempo          |
| 1.º | Rui Alberto Costa | UAE Abu Dhabi                                | 4 h 15 min 04 s |
| 2.º | Rodolfo Torres    | Androni-Sidermec-Bottecchia                  | + 3 s           |
| 3.º | Ricardo Escuela   | Asociación Civil Agrupación Virgen de Fátima | + 7 s           |
| 4.º | Óscar Sevilla     | Medellín-Inder                               | + 10 s          |
| 5.º | Bauke Mollema     | Trek-Segafredo                               | + 12 s          |
| 6.º | Egan Bernal       | Androni-Sidermec-Bottecchia                  | + 14 s          |
| 7.º | Eduardo Sepúlveda | Argentina                                    | + 14 s          |
| 8.º | Laureano Rosas    | Argentina                                    | + 21 s          |
| 9.º | Eduardo Corte     | México                                       | + 57 s          |
| 10.º | Vincenzo Nibali   | Bahrain-Merida                               | + 57 s          |

| \| Clasificación general \| Clasificación general \| Clasificación general \| Clasificación general \| Clasificación general \| \| Ciclista \| Ciclista \| Equipo \| Tiempo \| \| \| --------------------- \| --------------------- \| -------------------------------------------- \| --------------------- \| --------------------- \| \| 1.º \| Bauke Mollema \| Trek-Segafredo \| 14 h 12 min 30 s \| \| \| 2.º \| Óscar Sevilla \| Medellín-Inder \| + 14 s \| \| \| 3.º \| Rodolfo Torres \| Androni-Sidermec-Bottecchia \| + 16 s \| \| \| 4.º \| Ricardo Escuela \| Asociación Civil Agrupación Virgen de Fátima \| + 20 s \| \| \| 5.º \| Rui Alberto Costa \| UAE Abu Dhabi \| + 26 s \| \| \| 6.º \| Laureano Rosas \| Argentina \| + 27 s \| \| \| 7.º \| Ramūnas Navardauskas \| Bahrain-Merida \| + 52 s \| \| \| 8.º \| Vincenzo Nibali \| Bahrain-Merida \| + 1 min 17 s \| \| \| 9.º \| Egan Bernal \| Androni-Sidermec-Bottecchia \| + 1 min 29 s \| \| \| 10.º \| Pieter Serry \| Quick-Step Floors \| + 1 min 31 s \| \| |                      |                                              |                  |
| |                      |                                              |                  |
| Fuente: ProCyclingStats |                      |                                              |                  |
| Clasificación general |                      |                                              |                  |
| Ciclista | Ciclista             | Equipo                                       | Tiempo           |
| 1.º | Bauke Mollema        | Trek-Segafredo                               | 14 h 12 min 30 s |
| 2.º | Óscar Sevilla        | Medellín-Inder                               | + 14 s           |
| 3.º | Rodolfo Torres       | Androni-Sidermec-Bottecchia                  | + 16 s           |
| 4.º | Ricardo Escuela      | Asociación Civil Agrupación Virgen de Fátima | + 20 s           |
| 5.º | Rui Alberto Costa    | UAE Abu Dhabi                                | + 26 s           |
| 6.º | Laureano Rosas       | Argentina                                    | + 27 s           |
| 7.º | Ramūnas Navardauskas | Bahrain-Merida                               | + 52 s           |
| 8.º | Vincenzo Nibali      | Bahrain-Merida                               | + 1 min 17 s     |
| 9.º | Egan Bernal          | Androni-Sidermec-Bottecchia                  | + 1 min 29 s     |
| 10.º | Pieter Serry         | Quick-Step Floors                            | + 1 min 31 s     |

### Etapa 6
| \| Clasificación de la etapa \| Clasificación de la etapa \| Clasificación de la etapa \| Clasificación de la etapa \| Clasificación de la etapa \| \| Ciclista \| Ciclista \| Equipo \| Tiempo \| \| \| ------------------------- \| ------------------------- \| ----------------------------- \| ------------------------- \| ------------------------- \| \| 1.º \| Maximiliano Richeze \| Quick-Step Floors \| 3 h 48 min 47 s \| \| \| 2.º \| Oliviero Troia \| UAE Abu Dhabi \| + 0 s \| \| \| 3.º \| Nicolás Tivani \| Unieuro Trevigiani-Hemus 1896 \| + 0 s \| \| \| 4.º \| Matteo Malucelli \| Androni-Sidermec-Bottecchia \| + 52 s \| \| \| 5.º \| Manuel Belletti \| Wilier Triestina-Selle Italia \| + 52 s \| \| \| 6.º \| José Luis Rivera \| Municipalidad de Pocito \| + 52 s \| \| \| 7.º \| Mattia Viel \| Unieuro Trevigiani-Hemus 1896 \| + 52 s \| \| \| 8.º \| Ramūnas Navardauskas \| Bahrain-Merida \| + 52 s \| \| \| 9.º \| Nicolas Marini \| Nippo-Vini Fantini \| + 52 s \| \| \| 10.º \| Luke Keough \| UnitedHealthcare \| + 52 s \| \| |                      |                               |                 |
| |                      |                               |                 |
| Fuente: ProCyclingStats |                      |                               |                 |
| Clasificación de la etapa |                      |                               |                 |
| Ciclista | Ciclista             | Equipo                        | Tiempo          |
| 1.º | Maximiliano Richeze  | Quick-Step Floors             | 3 h 48 min 47 s |
| 2.º | Oliviero Troia       | UAE Abu Dhabi                 | + 0 s           |
| 3.º | Nicolás Tivani       | Unieuro Trevigiani-Hemus 1896 | + 0 s           |
| 4.º | Matteo Malucelli     | Androni-Sidermec-Bottecchia   | + 52 s          |
| 5.º | Manuel Belletti      | Wilier Triestina-Selle Italia | + 52 s          |
| 6.º | José Luis Rivera     | Municipalidad de Pocito       | + 52 s          |
| 7.º | Mattia Viel          | Unieuro Trevigiani-Hemus 1896 | + 52 s          |
| 8.º | Ramūnas Navardauskas | Bahrain-Merida                | + 52 s          |
| 9.º | Nicolas Marini       | Nippo-Vini Fantini            | + 52 s          |
| 10.º | Luke Keough          | UnitedHealthcare              | + 52 s          |

| \| Clasificación general \| Clasificación general \| Clasificación general \| Clasificación general \| Clasificación general \| \| Ciclista \| Ciclista \| Equipo \| Tiempo \| \| \| --------------------- \| --------------------- \| -------------------------------------------- \| --------------------- \| --------------------- \| \| 1.º \| Bauke Mollema \| Trek-Segafredo \| 18 h 02 min 09 s \| \| \| 2.º \| Óscar Sevilla \| Medellín-Inder \| + 14 s \| \| \| 3.º \| Rodolfo Torres \| Androni-Sidermec-Bottecchia \| + 16 s \| \| \| 4.º \| Ricardo Escuela \| Asociación Civil Agrupación Virgen de Fátima \| + 20 s \| \| \| 5.º \| Rui Alberto Costa \| UAE Abu Dhabi \| + 26 s \| \| \| 6.º \| Laureano Rosas \| \| + 27 s \| \| \| 7.º \| Ramūnas Navardauskas \| Bahrain-Merida \| + 52 s \| \| \| 8.º \| Vincenzo Nibali \| Bahrain-Merida \| + 1 min 17 s \| \| \| 9.º \| Egan Bernal \| Androni-Sidermec-Bottecchia \| + 1 min 29 s \| \| \| 10.º \| Pieter Serry \| Quick-Step Floors \| + 1 min 31 s \| \| |                      |                                              |                  |
| |                      |                                              |                  |
| Fuente: ProCyclingStats |                      |                                              |                  |
| Clasificación general |                      |                                              |                  |
| Ciclista | Ciclista             | Equipo                                       | Tiempo           |
| 1.º | Bauke Mollema        | Trek-Segafredo                               | 18 h 02 min 09 s |
| 2.º | Óscar Sevilla        | Medellín-Inder                               | + 14 s           |
| 3.º | Rodolfo Torres       | Androni-Sidermec-Bottecchia                  | + 16 s           |
| 4.º | Ricardo Escuela      | Asociación Civil Agrupación Virgen de Fátima | + 20 s           |
| 5.º | Rui Alberto Costa    | UAE Abu Dhabi                                | + 26 s           |
| 6.º | Laureano Rosas       |                                              | + 27 s           |
| 7.º | Ramūnas Navardauskas | Bahrain-Merida                               | + 52 s           |
| 8.º | Vincenzo Nibali      | Bahrain-Merida                               | + 1 min 17 s     |
| 9.º | Egan Bernal          | Androni-Sidermec-Bottecchia                  | + 1 min 29 s     |
| 10.º | Pieter Serry         | Quick-Step Floors                            | + 1 min 31 s     |

### Etapa 7
| \| Clasificación de la etapa \| Clasificación de la etapa \| Clasificación de la etapa \| Clasificación de la etapa \| Clasificación de la etapa \| \| Ciclista \| Ciclista \| Equipo \| Tiempo \| \| \| ------------------------- \| ------------------------- \| ----------------------------- \| ------------------------- \| ------------------------- \| \| 1.º \| Maximiliano Richeze \| Quick-Step Floors \| 2 h 16 min 48 s \| \| \| 2.º \| Tom Boonen \| Quick-Step Floors \| + 3 s \| \| \| 3.º \| Matteo Malucelli \| Androni-Sidermec-Bottecchia \| + 3 s \| \| \| 4.º \| Andrea Guardini \| UAE Abu Dhabi \| + 3 s \| \| \| 5.º \| Nicola Ruffoni \| Bardiani CSF \| + 3 s \| \| \| 6.º \| José Luis Rivera \| Municipalidad de Pocito \| + 3 s \| \| \| 7.º \| Ramūnas Navardauskas \| Bahrain-Merida \| + 3 s \| \| \| 8.º \| Attilio Viviani \| Italia \| + 3 s \| \| \| 9.º \| Daniel Juárez \| Asociación Civil Mardan \| + 3 s \| \| \| 10.º \| Mattia Viel \| Unieuro Trevigiani-Hemus 1896 \| + 3 s \| \| |                      |                               |                 |
| |                      |                               |                 |
| Fuente: ProCyclingStats |                      |                               |                 |
| Clasificación de la etapa |                      |                               |                 |
| Ciclista | Ciclista             | Equipo                        | Tiempo          |
| 1.º | Maximiliano Richeze  | Quick-Step Floors             | 2 h 16 min 48 s |
| 2.º | Tom Boonen           | Quick-Step Floors             | + 3 s           |
| 3.º | Matteo Malucelli     | Androni-Sidermec-Bottecchia   | + 3 s           |
| 4.º | Andrea Guardini      | UAE Abu Dhabi                 | + 3 s           |
| 5.º | Nicola Ruffoni       | Bardiani CSF                  | + 3 s           |
| 6.º | José Luis Rivera     | Municipalidad de Pocito       | + 3 s           |
| 7.º | Ramūnas Navardauskas | Bahrain-Merida                | + 3 s           |
| 8.º | Attilio Viviani      | Italia                        | + 3 s           |
| 9.º | Daniel Juárez        | Asociación Civil Mardan       | + 3 s           |
| 10.º | Mattia Viel          | Unieuro Trevigiani-Hemus 1896 | + 3 s           |

## Clasificaciones finales
- Las clasificaciones finalizaron de la siguiente forma:[6]

### Clasificación general
| \| Clasificación general \| Clasificación general \| Clasificación general \| Clasificación general \| Clasificación general \| \| Ciclista \| Ciclista \| Equipo \| Tiempo \| \| \| --------------------- \| --------------------- \| -------------------------------------------- \| --------------------- \| --------------------- \| \| 1.º \| Bauke Mollema \| Trek-Segafredo \| 20 h 19 min 00 s \| \| \| 2.º \| Óscar Sevilla \| Medellín-Inder \| + 14 s \| \| \| 3.º \| Rodolfo Torres \| Androni-Sidermec-Bottecchia \| + 16 s \| \| \| 4.º \| Ricardo Escuela \| Asociación Civil Agrupación Virgen de Fátima \| + 20 s \| \| \| 5.º \| Rui Alberto Costa \| UAE Abu Dhabi \| + 26 s \| \| \| 6.º \| Laureano Rosas \| Argentina \| + 27 s \| \| \| 7.º \| Ramūnas Navardauskas \| Bahrain-Merida \| + 49 s \| \| \| 8.º \| Vincenzo Nibali \| Bahrain-Merida \| + 1 min 15 s \| \| \| 9.º \| Egan Bernal \| Androni-Sidermec-Bottecchia \| + 1 min 29 s \| \| \| 10.º \| Pieter Serry \| Quick-Step Floors \| + 1 min 31 s \| \| |                      |                                              |                  |
| |                      |                                              |                  |
| Fuentes: ProCyclingStats Cycling Quotient Cycling Archives |                      |                                              |                  |
| Clasificación general |                      |                                              |                  |
| Ciclista | Ciclista             | Equipo                                       | Tiempo           |
| 1.º | Bauke Mollema        | Trek-Segafredo                               | 20 h 19 min 00 s |
| 2.º | Óscar Sevilla        | Medellín-Inder                               | + 14 s           |
| 3.º | Rodolfo Torres       | Androni-Sidermec-Bottecchia                  | + 16 s           |
| 4.º | Ricardo Escuela      | Asociación Civil Agrupación Virgen de Fátima | + 20 s           |
| 5.º | Rui Alberto Costa    | UAE Abu Dhabi                                | + 26 s           |
| 6.º | Laureano Rosas       | Argentina                                    | + 27 s           |
| 7.º | Ramūnas Navardauskas | Bahrain-Merida                               | + 49 s           |
| 8.º | Vincenzo Nibali      | Bahrain-Merida                               | + 1 min 15 s     |
| 9.º | Egan Bernal          | Androni-Sidermec-Bottecchia                  | + 1 min 29 s     |
| 10.º | Pieter Serry         | Quick-Step Floors                            | + 1 min 31 s     |

### Clasificación de la montaña
| Clasificación de la montaña | Clasificación de la montaña | Clasificación de la montaña                  | Clasificación de la montaña | Clasificación de la montaña |
| Ciclista                    | Ciclista                    | Equipo                                       | Puntos                      |                             |
| --------------------------- | --------------------------- | -------------------------------------------- | --------------------------- | --------------------------- |
| 1.º                         | Franco López                | Asociación Civil Agrupación Virgen de Fátima | 17 pts                      |                             |
| 2.º                         | Pedro González              | Municipalidad de Pocito                      | 13 pts                      |                             |
| 3.º                         | Rui Alberto Costa           | UAE Abu Dhabi                                | 10 pts                      |                             |
| 4.º                         | Omar Azzem                  | Los Cascos Esco-Agroplan                     | 8 pts                       |                             |
| 5.º                         | Rodolfo Torres              | Androni-Sidermec-Bottecchia                  | 8 pts                       |                             |

### Clasificación de las metas volantes
| Clasificación de las metas volantes | Clasificación de las metas volantes | Clasificación de las metas volantes          | Clasificación de las metas volantes | Clasificación de las metas volantes |
| Ciclista                            | Ciclista                            | Equipo                                       | Puntos                              |                                     |
| ----------------------------------- | ----------------------------------- | -------------------------------------------- | ----------------------------------- | ----------------------------------- |
| 1.º                                 | Nicolás Naranjo                     | Asociación Civil Agrupación Virgen de Fátima | 11 pts                              |                                     |
| 2.º                                 | Franco López                        | Asociación Civil Agrupación Virgen de Fátima | 8 pts                               |                                     |
| 3.º                                 | Gerardo Tivani                      | Municipalidad de Pocito                      | 7 pts                               |                                     |
| 4.º                                 | José Luis Rivera                    | Municipalidad de Pocito                      | 6 pts                               |                                     |
| 5.º                                 | Emiliano Ibarra                     | Sindicato de Empleados Públicos de San Juan  | 5 pts                               |                                     |

### Clasificación del mejor joven
| Clasificación del mejor joven | Clasificación del mejor joven | Clasificación del mejor joven       | Clasificación del mejor joven | Clasificación del mejor joven |
| Ciclista                      | Ciclista                      | Equipo                              | Tiempo                        |                               |
| ----------------------------- | ----------------------------- | ----------------------------------- | ----------------------------- | ----------------------------- |
| 1.º                           | Egan Bernal                   | Androni-Sidermec-Bottecchia         | 20 h 20 min 29 s              |                               |
| 2.º                           | Javier Ignacio Montoya        | Medellín-Inder                      | + 3 min 51 s                  |                               |
| 3.º                           | Jefferson Cepeda              |                                     | + 4 min 04 s                  |                               |
| 4.º                           | Rémi Cavagna                  | Quick-Step Floors                   | + 5 min 30 s                  |                               |
| 5.º                           | Andrés Páez                   | Municipalidad de Rawson Somos Todos | + 10 min 30 s                 |                               |

### Clasificación por equipos
| Clasificación por equipos | Clasificación por equipos                    | Clasificación por equipos | Clasificación por equipos |
| Equipo                    | Equipo                                       | Tiempo                    |                           |
| ------------------------- | -------------------------------------------- | ------------------------- | ------------------------- |
| 1.º                       | Bahrain-Merida                               | 20 h 20 min 29 s          |                           |
| 2.º                       | Androni Giocattoli                           | + 29 s                    |                           |
| 3.º                       | Argentina                                    | + 56 s                    |                           |
| 4.º                       | Medellín-Inder                               | + 1 min 54 s              |                           |
| 5.º                       | Asociación Civil Agrupación Virgen de Fátima | + 5 min 58 s              |                           |

## Evolución de las clasificaciones
| Etapa (Vencedor)                 | Clasificación general | Clasificación de la montaña | Clasificación de las metas volantes | Clasificación sub-23 |
| -------------------------------- | --------------------- | --------------------------- | ----------------------------------- | -------------------- |
| 1.ª etapa (Fernando Gaviria)     | Fernando Gaviria      | Franco Germán López         | Franco Germán López                 | Leonardo Rodríguez   |
| 2.ª etapa (Tom Boonen)           | Elia Viviani          | Pedro González              | Franco Germán López                 | Duilio Ramos         |
| 3.ª etapa (Ramūnas Navardauskas) | Ramūnas Navardauskas  | Pedro González              | Franco Germán López                 | Rémi Cavagna         |
| 4.ª etapa (Fernando Gaviria)     | Ramūnas Navardauskas  | Pedro González              | Gerardo Tivani                      | Rémi Cavagna         |
| 5.ª etapa (Rui Costa)            | Bauke Mollema         | Franco Germán López         | Nicolás Naranjo                     | Egan Bernal          |
| 6.ª etapa (Maximiliano Richeze)  | Bauke Mollema         | Franco Germán López         | Nicolás Naranjo                     | Egan Bernal          |
| 7.ª etapa (Maximiliano Richeze)  | Bauke Mollema         | Franco Germán López         | Nicolás Naranjo                     | Egan Bernal          |
| Final                            | Bauke Mollema         | Franco Germán López         | Nicolás Naranjo                     | Egan Bernal          |

## UCI World Ranking
La Vuelta a San Juan otorga puntos para el UCI America Tour 2017 y el UCI World Ranking, este último para corredores de los equipos en las categorías UCI ProTeam, Profesional Continental y Equipos Continentales. Las siguientes tablas son el baremo de puntuación y los corredores que obtuvieron puntos:
| Posición              | 1.ª | 2.ª | 3.ª | 4.ª | 5.ª | 6.ª | 7.ª | 8.ª | 9.ª | 10.ª |
| Clasificación general | 125 | 85  | 70  | 60  | 50  | 40  | 35  | 30  | 25  | 20   |
| Por etapa             | 14  | 5   | 3   |     |     |     |     |     |     |      |
| Líder                 | 3   |     |     |     |     |     |     |     |     |      |

| Clasificación | Clasificación        | Clasificación               | Clasificación | Clasificación | Clasificación | Clasificación |
| Posición      | Ciclista             | Equipo                      | General       | Etapa         | Líder         | Total         |
| ------------- | -------------------- | --------------------------- | ------------- | ------------- | ------------- | ------------- |
| 1.º           | Bauke Mollema        | Trek-Segafredo              | 125           | -             | 6             | 131           |
| 2.º           | Óscar Sevilla        | Medellín-Inder              | 85            | -             | -             | 85            |
| 3.º           | Rodolfo Torres       | Androni Giocattoli          | 70            | -             | 5             | 75            |
| 4.º           | Rui Costa            | UAE Abu Dhabi               | 50            | 14            | -             | 64            |
| 5.º           | Ricardo Escuela      | Agrupación Virgen de Fátima | 60            | 3             | -             | 63            |
| 6.º           | Ramūnas Navardauskas | Bahréin-Merida              | 35            | 14            | 6             | 55            |
| 7.º           | Laureano Rosas       | Argentina                   | 40            | -             | -             | 40            |
| 8.º           | Vincenzo Nibali      | Bahréin-Merida              | 30            | -             | -             | 30            |
| 9.º           | Egan Bernal          | Androni Giocattoli          | 25            | -             | -             | 25            |
| 10.º          | Pieter Serry         | Quick-Step Floors           | 20            | -             | -             | 20            |